# NAR International
La NAR International è una casa discografica italiana, attiva dalla prima metà degli anni '80.

## Storia
NAR, acronimo di Nuovi Autori Riuniti, nata nel 1983 per iniziativa di Mario Limongelli (ex componente del gruppo degli Albatros), nel corso degli anni l'etichetta milanese ha pubblicato dischi di artisti molto noti, come Giuni Russo, Milva, Sabrina Salerno, Spagna, Marisa Sannia, Loredana Bertè,  Donatella Rettore, Gigliola Cinquetti, Fred Bongusto, Franco Califano, Massimo Ranieri, Luciano Tajoli, Nilla Pizzi, Formula 3 ed altri.
Il direttore editoriale è Frank Del Giudice.
L'etichetta ha più volte partecipato con i suoi artisti al Festival di Sanremo. Tra le altre: Spagna (Festival di Sanremo 2006), Milva (Festival di Sanremo 2007), Loredana Bertè (Sanremo 2008), Grazia Di Michele e Mauro Coruzzi (Festival di Sanremo 2015).
Per la distribuzione si appoggia alla Edel Music / Self Distribuzione e 1A Entertainment

## Dischi
La datazione qui riportata si basa sull'etichetta del disco o sulla copertina; qualora nessuno di questi elementi abbia una datazione, è basata sulla numerazione del catalogo.

### 33 giri
| Numero di catalogo | Anno | Interprete      | Titoli      |
| ------------------ | ---- | --------------- | ----------- |
| PDLP 01588         | 1988 | Ornella Ventura | Sesto senso |

### CD
| Numero di catalogo | Anno | Interprete           | Titoli                                       |
| ------------------ | ---- | -------------------- | -------------------------------------------- |
| NAR 2075-2         | 1997 | Formula 3            | A Sarabanda                                  |
| NAR 511237 2       | 2003 | Giuni Russo          | Irradiazioni                                 |
| NAR 10503 2        | 2003 | Marisa Sannia        | Nanas e janas                                |
| NAR 11704-2        | 2004 | Formula 3            | Il nostro caro...Lucio                       |
| NAR 14904 2        | 2004 | Giuni Russo          | Voce che grida                               |
| NAR 15004 2        | 2004 | Gabriella Ferri      | Ricordo                                      |
| NAR 11005 2        | 2005 | Ivana Spagna         | Diario di bordo                              |
| NAR 10705 2        | 2005 | Alunni del Sole      | ...E risalire il tempo                       |
| ERE 016291 2       | 2005 | Loredana Bertè       | BabyBerté                                    |
| ERE 0168222 2      | 2005 | Loredana Bertè       | BabyBerté Special Edition 2 CD + 1 DVD       |
| NAR 10106 2        | 2006 | Ivana Spagna         | Diario di bordo - Voglio sdraiarmi al sole   |
| NAR 10707 2        | 2007 | Lando Fiorini        | 100 campane 100 canzoni                      |
| ERE 017944 2       | 2007 | Loredana Bertè       | BabyBerté Live 2007                          |
| NAR 10307 2        | 2007 | Mariella Nava        | Dentro una rosa                              |
| NAR 10707 2        | 2007 | Milva                | In territorio nemico                         |
| ERE 017944 2       | 2007 | Loredana Bertè       | Bertilation                                  |
| NAR 10109 2        | 2009 | Minnie Minoprio      | Why Stop Now!                                |
| NAR 10209 2        | 2009 | Barbara Gilbo        | Che ne sai di me                             |
| NAR 10409 2        | 2009 | Amedeo Minghi        | All'Auditorium. L'ascolteranno gli americani |
| NAR 10509 2        | 2009 | Stefania Orlando     | Su e giù                                     |
| NAR 10608 2        | 2009 | Massimo Ranieri      | Gold Edition                                 |
| NAR 10609 2        | 2009 | Gianni Tirelli       | Il guardiano dell'acqua                      |
| NAR 10709 2        | 2009 | Antonio Marino       | Parti di me                                  |
| NAR 10809 2        | 2009 | Diego Moreno         | Regresarè                                    |
| NAR 11009 2        | 2009 | Esecutori vari       | Caro papà Natale 2                           |
| NAR 11190 2        | 2009 | Luca Jurman          | Live in "Blue Note" Milano                   |
| NAR 11209 2        | 2009 | Amedeo Minghi        | Perché cantare è d'amore                     |
| NAR 11609 2        | 2009 | Cristiano Malgioglio | Je m'adore                                   |
| NAR 11709 2        | 2009 | Massimo Ranieri      | Napoli...viaggio in Italia                   |
| NAR 11709 2        | 2011 | Gustavo Piñeiro      | Il passeggero distratto album debutto        |
| NAR 102112         | 2011 | Neks feat Andrè      | Occhi                                        |

### CDs
| Numero di catalogo | Anno | Interprete                    | Titoli                    |
| ------------------ | ---- | ----------------------------- | ------------------------- |
| NAR 40132          | 1997 | Giuni Russo                   | Gabbiano                  |
| NAR 00106 2        | 2006 | Ivana Spagna                  | Noi non possiamo cambiare |
| NAR 0406 2         | 2006 | Mariella Nava                 | L'assaggio                |
| 0170255ERE         | 2006 | Loredana Bertè                | Strade di fuoco           |
| NAR 0307-2         | 2007 | Milva                         | The Show Must Go On       |
| NAR 10408 2        | 2007 | Ivana Spagna & Loredana Bertè | Musica e parole           |

### Musicassetta
| Numero di catalogo | Anno | Interprete | Titoli      |
| ------------------ | ---- | ---------- | ----------- |
| NAR 2075-4         | 1997 | Formula 3  | A Sarabanda |